# Дулово (језеро)
Дулово (рус. Дулово) слатководно је језеро глацијалног порекла смештено у источном делу Локњанског рејона, уз границу са Бежаничким рејоном, на истоку Псковске области, односно на западу европског дела Руске Федерације. Језеро се налази у басену реке Локње (односно у басену реке Неве и Балтичког мора) са којом је повезано преко малене отоке Хвалице.
Акваторија језера обухвата површину од око 5,4 км² (540 хектара) и карактерише га изразито нестабилан ниво воде, те му се лети ниво воде неретко спушта до 435 хектара. Због неконтролисане експлоатације воде из језера током 1970-их година његова површина је са 840 хектара спала на садашњих 540, а језеру у будућности прети потпуни нестанак. Максимална дубина језера је свега 2 метра, док је просечна дубина око пола метра. Јако је зарасло у мочварну вегетацију. Ка језеру се одводњава територија површине око 64,7 км².
На обали језера се не налазе насељена места, а најближа насеља су села Дулово и Старосеље.